# Zacharias Jimenez
Zacharias Cenita Jimenez (ur. 5 listopada 1947 w Inabanga, zm. 19 kwietnia 2018 w Butuan) – filipiński duchowny katolicki, biskup pomocniczy Butuan w latach 2003-2009.

## Życiorys
Święcenia kapłańskie przyjął 17 kwietnia 1973 i został inkardynowany do diecezji Tagbilaran. W latach 1973–1983 pracował w miejscowym seminarium (w latach 1979-1983 był także jego rektorem). Od 1985 pracował w diecezji Pagadian jako wikariusz generalny, zaś w latach 1992-1993 także jako proboszcz miejscowej katedry.
2 grudnia 1994 papież Jan Paweł II mianował go biskupem diecezji Pagadian. On też udzielił mu 6 stycznia następnego roku sakry biskupiej w Watykanie.
11 czerwca 2003 został mianowany biskupem pomocniczym Butuan ze stolicą tytularną Arba. 7 maja 2009 zrezygnował z tej funkcji.
Zmarł w szpitalu w Butuan 19 kwietnia 2018.